# Manuela Levorato
Manuela Levorato, née le 16 mars 1977, est une athlète italienne pratiquant le sprint.
Aux championnats d'Europe d'athlétisme de 2002, elle a obtenu deux médailles de bronze. 

## Carrière

### Palmarès
| Date | Compétition                   | Lieu        | Résultat | Épreuve   | Performance |
| ---- | ----------------------------- | ----------- | -------- | --------- | ----------- |
| 1995 | Championnats d’Europe juniors | Nyiregyhaza | 2e       | 4 × 100 m | 45 s 37     |
| 1996 | Championnats du monde juniors | Sydney      | 7e       | 100 m     | 11 s 54     |
| 1997 | Jeux méditerranéens           | Bari        | 3e       | 4 × 100 m | 44 s 15     |
| 1997 | Championnats d’Europe espoirs | Turku       | 4e       | 100 m     | 11 s 56     |
| 1997 | Championnats d’Europe espoirs | Turku       | 3e       | 4 × 100 m | 44 s 73     |
| 1999 | Championnats d’Europe espoirs | Göteborg    | 1re      | 100 m     | 11 s 26     |
| 1999 | Championnats d’Europe espoirs | Göteborg    | 1re      | 200 m     | 22 s 68     |
| 2001 | Jeux méditerranéens           | Radès       | 2e       | 100 m     | 11 s 25     |
| 2002 | Championnats d’Europe         | Munich      | 3e       | 100 m     | 11 s 23     |
| 2002 | Championnats d’Europe         | Munich      | 3e       | 200 m     | 22 s 75     |